# Nahua (djur)
Nahua är ett släkte av tvåvingar. Nahua ingår i familjen sorgmyggor.
Kladogram enligt Catalogue of Life:
| Nahua | \| \| Nahua azteca \| \| \| \| \| \| Nahua brevis \| \| \| \| \| \| Nahua pelluscens \| \| \| \| |
|       | \| \| Nahua azteca \| \| \| \| \| \| Nahua brevis \| \| \| \| \| \| Nahua pelluscens \| \| \| \| |
|       | Nahua azteca                                                                                     |
|       |                                                                                                  |
|       | Nahua brevis                                                                                     |
|       |                                                                                                  |
|       | Nahua pelluscens                                                                                 |
|       |                                                                                                  |